# Joe Ben Wheat
Joe Ben Wheat (1916–1997) va ser un arqueòleg, comissari, mestre, i autor conegut per la seva experiència en mantes teixides i tèxtils dels navahos i altres indis a Arizona, Nou Mèxic i Colorado. La seva recerca es va centrar en les cultures mogollon, Anasazi, paleoamericans de les Grans Planes, i arqueologia paleolítica d'Àfrica.
Fou president de la Society for American Archaeology durant dos anys (1966–67) i fou el primer comissari d'Antropologia del Museu d'Història Natural de la Universitat de Colorado, posició que va mantenir de 1953 a 1988. El Dr. Wheat va ensenyar durant dècades a la Universitat de Colorado a Boulder i va escriure nombrosos articles arqueològics a l'Encyclopædia Britannica. També va dirigir excavacions, la principal la del jaciment de Yellow Jacket Canyon anomenat jaciment Complex Joe Ben Wheat que va investigar durant més de trenta anys. També va dirigir altres excavacions, com la de l'Olsen-Chubbuck Bison Kill Site i el jaciment Jurgens.

## Vida personal
Joe Ben Wheat va néixer 21 d'abril de 1916 i fou criat a la ciutat de Van Horn (Texas) pels seus pares, Luther Peers Wheat, comerciant, i Elizabeth Wheat, ama de casa. La seva exploració del camp local de nen va despertar el seu interès per l'arqueologia. Wheat es casà amb la música Frances Irene Moore el 6 d'abril de 1947. Joe Ben Wheat va morir de complicacions cardíaques el 12 de juny de 1997 a l'edat de 81 i les seves cendres van ser escampades al jaciment de Yellow Jacket Canyon.

## Primers anys
Wheat va estudiar primer al Sul Ross Teachers College (ara Sul Ross University)abans de traslladar-se al Texas Technological College (ara Texas Tech University). Fou a Texas Tech on elprofessor d'antropologia William Curry Holden el va influir per licenciar-se en Antropologia a la Universitat de Califòrnia a Berkeley, on va rebre la llicenciatura en 1937. Wheat acceptà un càrrec d'arqueologia a la Texas Tech com a director de camp per a la Works Progress Administration el 1939, on va treballar fins Segona Guerra Mundial.
En 1941 es va unir a les a la Forces Aèries de l'Exèrcit dels Estats Units i va servir-hi quatre anys, durant els quals assolí el grau de sergent.
En 1947 va treballar per la Smithsonian Institution River Basin Surveys, on es va familiaritzar amb la nomenclatura del Smithsonian per a numerar els jaciments arqueològics, un mètode què li fou útil posteriorment en la pràctica de la seva carrera a l'excavació Yellow Jacket Colorado. Wheat va assistir a la Universitat d'Arizona, on va avançar els estudis en antropologia i va obtenir el seu grau el 1949 i un doctorat en el 1953. Durant aquest temps, també va treballar com a instructor d'antropologia i capatàs de camp a l'Escola de Camp Arqueològic de la Universitat. De 1952 a 1953 va ser un Ranger i arqueòleg amb el National Park Service al Gran Canyó.

## Carrera a la Universitat de Colorado
Poc després de graduar-se en 1953 va ser contractat com a primer comissari d'Antropologia per al Museu d'Història Natural de la Universitat de Colorado, càrrec que va ocupar durant la resta de la seva carrera. Després de la seva graduació en 1953 va començar també la seva carrera docent treballant com a professor ajudant a la Universitat de Colorado a Boulder. El 1957 fou nomenat professor associat i cinc anys més tard professor d'història natural, càrrec que va mantenir fins al final de la seva carrera el 1988. Al llarg de la seva carrera va formar part de moltes societats, organitzacions, i juntes de revisió. En particular, a partir de 1966 va exercir dos anys com a president de la Society for American Archaeology.

### Excavacions
Point of Pines i la vila Crooked Ridge foren dos dels primers jaciments excavats per Wheat. La tesi del seu treball a Crooked Ridge Village va ser la base de dues publicacions, que s'han convertit en estàndards de l'arqueologia mogollon. El 1953, poc després de ser elegit conservador del Museu de la Universitat de Colorado, el museu va rebre la ceràmica trobada en el lloc d'una casa s'havia cremat junt amb una carta d'un camperol de Yellow Jacket (Colorado). Blat reconèixer que, probablement, la ceràmica datava del 500-750 i va acceptar l'oferta, el que permetria que estudiés les primeres casa de fossa de la regió Mesa Verde. Prèviament anomenat "el jaciment Stevenson" en honor del granger que havia trobat la ceràmica, Wheat va canviar el nom original a un nom metòdic utilitzant la nomenclatura Smithsonian, 5MT1 . El treball de Wheat a Yellow Jacket va durar uns 30 anys (1954–1991). Aquests tres jaciments, 5MT1-3, tenien característiques inusuals i interessants que mai s'havien vist abans i eren un gran descobriment de la regió de Mesa Verde. Durant aquest llarg període d'excavació a Yellow Jacket Wheat també va treballar en altres llocs d'excavació, com Olsen-Chubbuck Bison Kill de 1958 a 1960 i al jaciment Jurgens de 1968 a 70.

### Any sabàtic
En 1972 el Dr. Wheat es va prendre un any sabàtic per dur a terme investigacions sobre teixits del sud-oest. Va examinar centenars de proves químiques en fils i va visitar nombrosos museus per estudiar milers de teixits del segle xix, amb l'objectiu d'establir "una clau per a la identificació dels tèxtils del sud-oest sobre la base dels trets que distingeix les tradicions de teixir mantes pueblo, navaho i espanyola i proporciona una millor forma d'identificació i datació de peces d'origen desconegut". Els anys d'investigació van donar com a resultat la "innovadora" publicació "innovador" de "Blanket Weavings in the Southwest" que va ser editat sis anys després de la seva mort amb l'ajuda editorial d'Ann Hedlund, respectada erudita tèxtil i protegida de Wheat.

## Càrrecs i ocupació
La següent és una llista dels càrrecs i les associacions de les quals Wheat era membre:
Consultants
- Consultant a McGraw-Hill Publishers, 1966.
- Lector John Wesley Powell de l'American Association for the Advancement of Science, 1969.
- Consultant a Time-Life Publications, 1972--.

Beques
- Ford Foundation, 1952-53.
- National Science Foundations, 1961–65, 1968-69.
- Smithsonian Institution, 1962–63, 1966–67.

Associacions i conferències
- American Anthropological Association (fellow).
- American Association for the Advancement of Science (fellow).
- American Ethnological Society
- National Foundation of Arts and Humanities, 1971.
- Plains Anthropological Conference, Chair, 1960.
- Society for American Archaeology (President, 1966–67).

## Excavacions clau
- Joe Ben Wheat Site Complex a Yellow Jacket, Colorado: Joe Ben Wheat passà gairebé tota la seva vida excavant-hi. Consisteix dels tres jaciments majors 5MT1, 5MT2, i 5MT3.[1]
  - 5MT1: Fou la primera excavació dels jaciments Yellow Jacket. La seva ocupació es remunta al 675-700 representada per quatre estructures d'habitacions semi-subterrànies i dos arcs de treball i sales de magatzem disposades al voltant de dues petites places[8]
  - 5MT2: La investigació en aquest lloc es va centrar en l'exposició de les ocupacions domèstiques contemporànies. Les excavacions van exposar dos petites llogarets que van ser ocupades successivament en 1160-1280.[9]
  - 5MT3: El més gran dels tres llocs excavats, es tracta d'un pueblo multicomponent amb components que daten entre 600-1300. El jaciment consisteix en quatre estructures casa de fossa amb magatzems vinculats. El jaciment va ser abandonat durant tres segles després es tornà a ocupar de nou.[10]
- Olsen-Chubbuck Bison Kill Site: Data del 8000-6500 aC. S'hi trobaren les restes dels esquelets de 190 bisons a l'antic rierol, en associació amb 27 puntes Plano, uns raspadors i altres artefactes antics.[11] Wheat ha suggerit que el nombre de persones que participaven en la matança i el consum va ser probablement 150-200.[11]
- Jaciment Jurgens: és el darrer jaciment paleoamericà Complex Cody en una terrassa al riu South Platte del Nord-est de Colorado. Va ser l'escenari d'un ampli aprovisionament de bisó trobat en una habitació a llarg termini, un campament temporal, i una estació de carnisseria.[12] Entre els 2.635 artefactes de pedra i os es recuperaren 63 puntes Kersey, 32 ganivets, 84 raspadors, 30 eines de pedra, 55 peces de pedra o mineral, 271 punxes utilitzades, i 9 artefactes d'os.[12]

## Publicacions seleccionades
- Ann Hedlund (1993) Why Museums Collect, Papers in Honor of Joe Ben Wheat Archaeological Society of New Mexico, Vol. 19.
- Wheat, J.B. Blanket Weaving in the Southwest, edited by Ann Lane Hedlund, University of Arizona Press (Tucson, AZ), 2003.
- Wheat, J.B. Prehistoric People of the Northern Southwest, Grand Canyon Natural History Association, revised edition, 1963.
- Wheat, J.B. An Archaeological Survey of Addicks Dam Basin, U.S. Government Printing Office, 1953.
- Wheat, J.B. Crooked Ridge Village, University of Arizona Press, 1954.
- Wheat, J.B. & Irwin, H.T. & Irwin, L.F. University of Colorado Investigations of Paleolithic and Epipaleolithic Sites in the Sudan, Africa, University of Utah Press, 1968.
- Wheat, J.B. The Olsen-Chubbuck Site: A Paleo-Indian Bison Kill, Society for American Archaeology, 1972.
- Wheat, J.B. The Gift of Spiderwoman: Southwestern Textiles, the Navajo Tradition, University of Pennsylvania (Philadelphia, PA), 1984.